# Lawrence Zalcman
Lawrence Allen Zalcman (9 juin 1943 - 31 mai 2022) est un mathématicien israélien, qui termine sa carrière comme professeur émérite de mathématiques à l'université Bar-Ilan. 

## Biographie
Zalcman obtient son doctorat du Massachusetts Institute of Technology en 1968 sous la direction de Kenneth Myron Hoffman. En 1961, Zalcman est diplômé du Southwest High School de Kansas City, Missouri.
Ses recherches portent sur l'analyse complexe et la théorie du potentiel, et leurs relations avec la théorie de l'approximation, l'analyse harmonique, la géométrie intégrale et les équations aux dérivées partielles,. En plus de ses réalisations scientifiques, Zalcman reçoit de nombreux prix mathématiques, dont le prix Chauvenet en 1976, le Prix Halmos-Ford en 1975 et 1981, et le Paul R. Halmos - Lester Prix R. Ford en 2017.
Dans la théorie des familles normales, le lemme de Zalcman, qu'il utilise dans le cadre de son traitement du principe de Bloch, porte son nom. Dans la théorie des équations aux dérivées partielles, la formule de Pizzetti-Zalcman porte son nom.
En 2012, Zalcman devient membre de l'American Mathematical Society.